# Damnacanthus biflorus
Damnacanthus biflorus là một loài thực vật có hoa trong họ Thiến thảo. Loài này được (Rehder) Masam. mô tả khoa học đầu tiên năm 1934.